# 944
| Calendário gregoriano                                                        | 944 CMXLIV                                           |
| Ab urbe condita                                                              | 1697                                                 |
| Calendário arménio                                                           | 393 – 394                                            |
| Calendário bahá'í                                                            | -900 – -899                                          |
| Calendário budista                                                           | 1488                                                 |
| Calendário chinês                                                            | 3640 – 3641 Início a 28 de janeiro (aproximadamente) |
| Calendário copta                                                             | 660 – 661                                            |
| Calendário etíope                                                            | 936 – 937                                            |
| Calendários hindus - Vikram Samvat - Calendário nacional indiano - Cáli Iuga | 999 – 1000 865 – 866 4044 – 4045                     |
| Calendário Holoceno                                                          | 10944                                                |
| Calendário islâmico                                                          | 332 – 333                                            |
| Calendário judaico                                                           | 4704 – 4705                                          |
| Calendário persa                                                             | 322 – 323                                            |
| Calendário rúnico                                                            | 1194                                                 |
| Calendário solar tailandês                                                   | 1487                                                 |

944 (CMXLIV, na numeração romana) foi um ano bissexto do século X do calendário juliano, da Era de Cristo, e as suas letras dominicais foram G e F (52 semanas), teve início a uma segunda-feira e terminou a uma terça-feira. No território que viria a ser o reino de Portugal estava em vigor a Era de César que já contava 982 anos.
| Ano completo                            |
| --------------------------------------- |
| Ano bissexto com início à segunda-feira |

## Eventos
- Guerras bizantino-árabes – forças bizantinas são derrotadas por Ceife Adaulá, cujo governo é reconhecido pelos Iquíxidas.[1]